# Dominique Aegerter

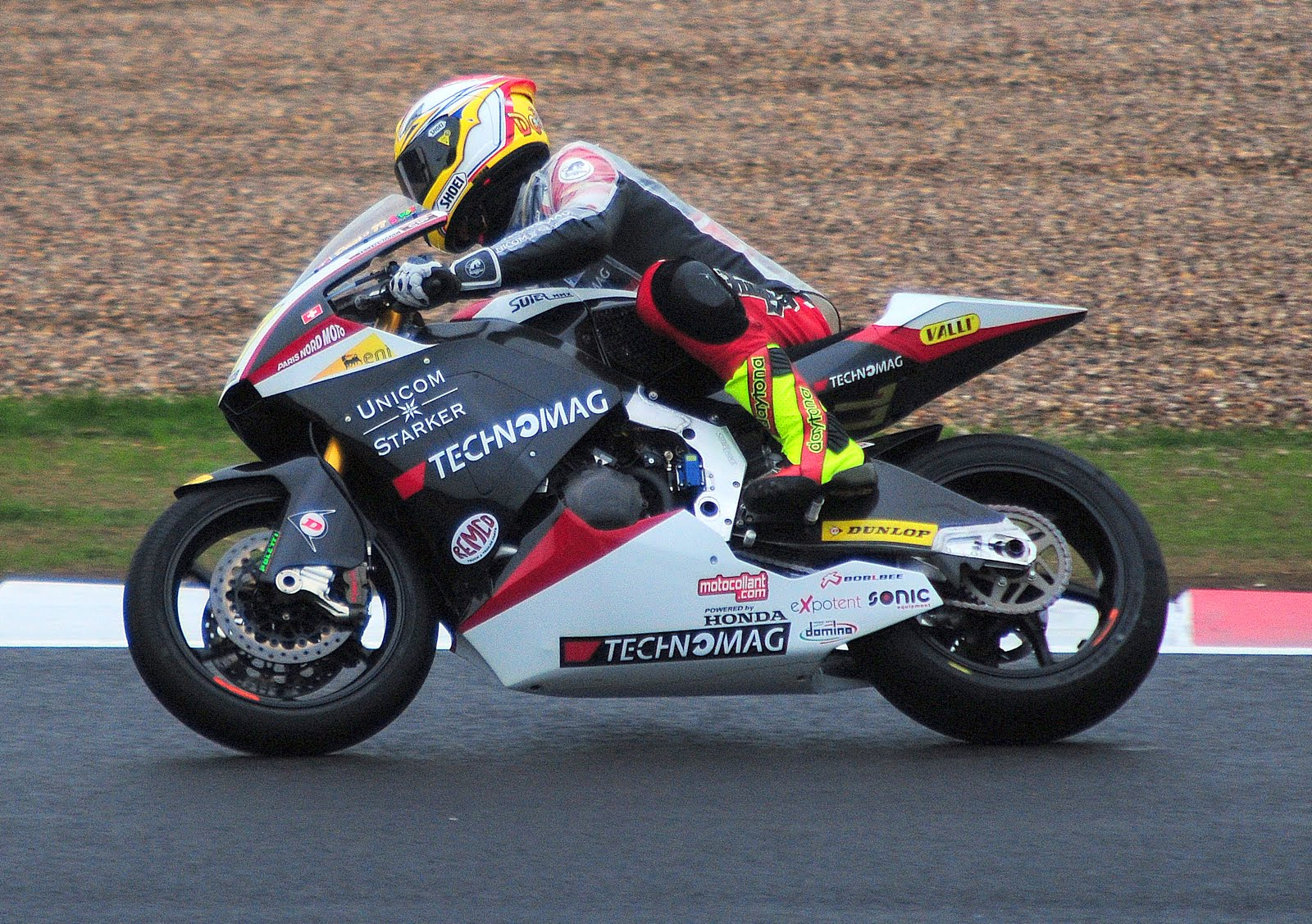
Dominique Aegerter 2010 auf Suter

Dominique Aegerter (* 30. September 1990 in Rohrbach, Kanton Bern) ist ein Schweizer Motorradrennfahrer und zweifacher Supersport-Weltmeister.

## Karriere
In der Saison 2007 erreichte der Schweizer, für das Team Multimedia Racing auf Aprilia startend, mit sieben Punkten den 23. WM-Rang. In der Saison 2010 startete er auf Suter für das Team Technomag-CIP in der Moto2-Klasse der Motorrad-Weltmeisterschaft.
Seinen bisher größten Erfolg stellt der Sieg beim Großen Preis von Deutschland 2014 auf dem Sachsenring dar, bei welchem er das erste Mal aus der Pole-Position starten konnte.
Zur Saison 2017 wechselte Aegerter in das Team Kiefer Racing. Nach zwei Jahren auf Kalex fuhr er dort wieder auf Suter. Beim Großen Preis von San Marino gelang ihm sein zweiter Karrieresieg, der ihm allerdings nach dem Großen Preis von Japan von den Rennkommissaren der FIM wieder aberkannt wurde. Als Grund wurde ein nicht erlaubtes Motoröl angegeben.
Nach 2019 verließ Aegerter nach zehn Jahren die Moto2 und wechselte in den MotoE World Cup. Gleich im ersten Rennen fuhr er als Dritter auf Anhieb aufs Podest und auch seinen ersten Podiumsplatz in der Weltmeisterschaft seit knapp fünf Jahren ein. 2022 entschied der Schweizer beim dritten Anlauf die MotoE für sich.
2021 wechselte Aegerter ins WSBK-Paddock und fuhr zunächst in der Supersport-Weltmeisterschaft.

## Statistik

### Erfolge
- 2021 – Supersport-Weltmeister auf Yamaha
- 2022 – MotoE-World-Cup-Gesamtsieger
- 2022 – Supersport-Weltmeister auf Yamaha
- 6 Grand-Prix-Siege

### In der Motorrad-Weltmeisterschaft
(Stand: Saisonende 2022)
| Saison | Klasse  | Motorrad  | Rennen | Siege | Podien | Poles | Punkte | Ergebnis     |
| ------ | ------- | --------- | ------ | ----- | ------ | ----- | ------ | ------------ |
| 2006   | 125 cm³ | Aprilia   | 2      | –     | –      | –     | 0      | –            |
| 2007   | 125 cm³ | Aprilia   | 17     | –     | –      | –     | 7      | 23.          |
| 2008   | 125 cm³ | Derbi     | 17     | –     | –      | –     | 45     | 16.          |
| 2009   | 125 cm³ | Derbi     | 16     | –     | –      | –     | 70,5   | 13.          |
| 2010   | Moto2   | Suter     | 17     | –     | –      | –     | 74     | 15.          |
| 2011   | Moto2   | Suter     | 17     | –     | 1      | –     | 94     | 8.           |
| 2012   | Moto2   | Suter     | 17     | –     | –      | –     | 114    | 8.           |
| 2013   | Moto2   | Suter     | 17     | –     | 1      | –     | 158    | 5.           |
| 2014   | Moto2   | Suter     | 18     | 1     | 4      | 1     | 172    | 5.           |
| 2015   | Moto2   | Kalex     | 14     | –     | 1      | –     | 62     | 17.          |
| 2016   | Moto2   | Kalex     | 12     | –     | –      | –     | 71     | 12.          |
| 2017   | Moto2   | Suter     | 17     | –     | –      | –     | 88     | 12.          |
| 2018   | Moto2   | KTM       | 16     | –     | –      | –     | 47     | 17.          |
| 2019   | Moto2   | MV Agusta | 19     | –     | –      | –     | 19     | 22.          |
| 2020   | MotoE   | Energica  | 7      | 2     | 4      | 1     | 97     | 3.           |
| 2020   | Moto2   | NTS       | 4      | –     | –      | –     | 4      | 28.          |
| 2021   | MotoE   | Energica  | 7      | –     | 4      | –     | 93     | 2.           |
| 2022   | MotoE   | Energica  | 12     | 3     | 10     | 3     | 227    | Gesamtsieger |
| Gesamt | Gesamt  | Gesamt    | 246    | 6     | 25     | 5     | 1442,5 |              |

### In derSupersport-Weltmeisterschaft
(Stand: Saisonende 2022)
| Saison | Team                   | Motorrad       | Rennen | Siege | Zweiter | Dritter | Poles | Schn. Runden | Punkte | Ergebnis    |
| ------ | ---------------------- | -------------- | ------ | ----- | ------- | ------- | ----- | ------------ | ------ | ----------- |
| 2021   | Ten Kate Racing Yamaha | Yamaha YZF-R 6 | 21     | 10    | 3       | 3       | 4     | 8            | 417    | Weltmeister |
| 2022   | Ten Kate Racing Yamaha | Yamaha YZF-R 6 | 23     | 17    | 1       | 1       | 7     | 12           | 498    | Weltmeister |
| Gesamt | Gesamt                 | Gesamt         | 44     | 27    | 4       | 4       | 11    | 20           | 915    | 2 WM-Titel  |

### In derSuperbike-Weltmeisterschaft
(Stand: 25. Februar 2024)
| Saison | Team                          | Motorrad       | Rennen | Siege | Zweiter | Dritter | Poles | Schn. Runden | Punkte | Ergebnis |
| ------ | ----------------------------- | -------------- | ------ | ----- | ------- | ------- | ----- | ------------ | ------ | -------- |
| 2023   | GYRT GRT Yamaha WorldSBK Team | Yamaha YZF-R 1 | 36     | –     | 1       | 1       | –     | 1            | 163    | 8.       |
| 2024   | GYRT GRT Yamaha WorldSBK Team | Yamaha YZF-R 1 | 12     | –     | –       | –       | –     | –            | 46     | 10.      |
| Gesamt | Gesamt                        | Gesamt         | 48     | 0     | 1       | 1       | 0     | 1            | 209    |          |

### In derFIM-CEV-Moto2-Europameisterschaft
| Saison | Team                              | Motorrad | Rennen | Siege | Zweiter | Dritter | Poles | Schn. Runden | Punkte | Ergebnis |
| ------ | --------------------------------- | -------- | ------ | ----- | ------- | ------- | ----- | ------------ | ------ | -------- |
| 2020   | Liqui Moly Intact SIC Junior Team | Kalex    | 2      | –     | 1       | 1       | –     | –            | 36     | 16.      |
| Gesamt | Gesamt                            | Gesamt   | 2      | 0     | 1       | 1       | 0     | 0            | 36     |          |